# Зему (льодовик)
Льодовик Зему — найбільший льодовик Східних Гімалаїв, розташований на східному схилі хребта Сінґаліла, північно-східніше Канченджанґи, в індійському штаті Сіккім. Довжина льодовика — 25 км, площа — 116,8 км².
Льодовик починається безпосередньо на східному схилі масиву Канченджанґа на висоті понад 5000 м і рухається на північний схід, приймаючи зліва притоку — льодовик Трінс. Через кілька кілометрів він повертає на схід, приймаючи ще одну велику ліву притоку, Тент-Пік, що починається у однойменної вершини хребта Сінґаліла. Прийнявши праву притоку Сініолчу, льодовик Зему закінчується на відстані приблизно 15 км на схід від хребта Сінґаліла. З-під нього витікає річка Зему, перша крупна права притока річки Тіста, основної водній артерії Сіккіму. На півдні перевалом Зему (5861 м) льодовик відокремлений від льодовика Тонґшіонґ, що має стік в басейн річки Талунґ, іншої крупної правої притоки Тісти.
Верхів'я льодовика Зему розташовані на території національного парку Канченджанґа. Сам льодовик є популярним місцем багатоденних туристичних походів.
Льодовик і прилеглі до нього райони були вперше досліджені та картографовані німецьким вченим-географом Карлом Віном під час другої німецької експедиції на Канченджанґу у вересні-жовтні 1931 року.
У 1937 році в районі перевалу Зему майбутній керівник британської експедиції з підкорення Евересту Генрі Сесіл Джон Хант, спостерігав схожі на людські сліди. Один з носильників експедиції повідомив його, що сліди належали єті.
Як і майже всі льодовики світу, льодовик Зану тане, і його довжина з кожним роком скорочується. У січні 2008 року з'явилися повідомлення про збільшення темпів танення, що викликало стурбованість уряду штату, оскільки льодовик є важливим джерелом прісної води. Крім того, останніми роками збільшилася сила сезонних повеней. Так, в грудні 2007 року повенями було знесено два мости. Була утворена урядова комісія, якою доручено представити висновки до кінця 2008 року.